# 中亚多榔菊
中亚多榔菊（学名：Doronicum turkestanicum）为菊科多榔菊属的植物。分布在哈萨克斯坦、俄罗斯以及中国大陆的新疆、内蒙古等地，生长于海拔1,900米至2,680米的地区，见于山坡或云杉林下，目前尚未由人工引种栽培。